# Sarāyjūq
Sarāyjūq (persiska: سَرايجُق, سرايجوق, سَرَجوخ, Sarāyjoq) är en ort i Iran.   Den ligger i provinsen Hamadan, i den nordvästra delen av landet, 300 km väster om huvudstaden Teheran. Sarāyjūq ligger 1 973 meter över havet och antalet invånare är 701.
Terrängen runt Sarāyjūq är platt åt nordost, men åt sydväst är den kuperad.Runt Sarāyjūq är det ganska tätbefolkat, med 52 invånare per kvadratkilometer. Närmaste större samhälle är Qohord-e Bālā, 10,2 km öster om Sarāyjūq. Trakten runt Sarāyjūq består i huvudsak av gräsmarker.